# (5988) Gorodnitskij
(5988) Gorodnitskij est un astéroïde de la ceinture principale.

## Description
(5988) Gorodnitskij est un astéroïde de la ceinture principale. Il fut découvert le 1er avril 1976 à Naoutchnyï par Nikolaï Tchernykh. Il présente une orbite caractérisée par un demi-grand axe de 2,69 UA, une excentricité de 0,15 et une inclinaison de 12,9° par rapport à l'écliptique.

## Compléments